# Sobralieae
De Sobralieae vormen een tribus (geslachtengroep) van de Epidendroideae, een onderfamilie van de orchideeënfamilie (Orchidaceae).
Het is een kleine tribus met 4 geslachten en ongeveer 235 soorten orchideeën die voorkomen in het Neotropisch gebied (Zuid-Amerika).

## Taxonomie
Dressler rekende de hieronder genoemde geslachten nog bij de Cranichideae. Op basis van recent DNA-onderzoek worden ze tegenwoordig als een aparte tribus beschouwd.
- Subtribus: Sobraliinae
  - Geslacht:
    - Sobralia
- Subtribus: Elleanthinae
  - Geslachten:
    - Elleanthus
    - Epilyna
    - Sertifera